# Without a Song
Without a Song es el trigésimo álbum de estudio del músico estadounidense Willie Nelson publicado por la compañía discográfica Columbia Records en 1983. Alcanzó el puesto tres en la lista de álbumes country de Billboard y al 54 en la lista Billboard 200. Incluyó una colaboración con el cantante español Julio Iglesias en la canción «As Time Goes By».

## Lista de canciones
1. "Without a Song" (Billy Rose, Edward Eliscu, Vincent Youmans) - 3:54
2. "Once in a While" (Bud Green, Michael Edwards) - 4:27
3. "Autumn Leaves" (Johnny Mercer) - 4:04
4. "I Can't Begin to Tell You" (James V. Monaco, Mack Gordon) - 4:03
5. "Harbor Lights" (Hugh Williams, Jimmy Kennedy) - 3:52
6. "Golden Earrings" (Jay Livingston, Jay Evans, Victor Young) - 3:48
7. "You'll Never Know" (Harry Warren, Mack Gordon) - 4:13
8. "To Each His Own" (Jay Livingston, Jay Evans) - 4:09
9. "As Time Goes By" (Herman Hupfeld) - 3:54
10. "A Dreamer's Holiday" (Kim Gannon, Mabel Wayne) - 3:27

## Personal
- Willie Nelson – guitarra acústica, voz
- Bobby Emmons – teclados
- Billy Gene English – percusión
- Paul English – batería
- Gene Grisman – batería
- Julio Iglesias – voz en "As Time Goes By"
- Booker T. Jones – órgano y teclados
- Grady Martin – guitarra
- Bobbie Nelson – piano
- Jody Payne – guitarra y coros
- Bee Spears – bajo
- Billie Jo Spears – bajo
- Toni Wine – coros
- Bobby Wood – teclados y coros
- Reggie Young – guitarra

## Posición en listas
| País           | Lista              | Posición |
| -------------- | ------------------ | -------- |
| Estados Unidos | Billboard 200      | 54       |
| Estados Unidos | Top Country Albums | 3        |